# 莊暎
莊暎（1718年3月28日—1801年10月24日，康熙五十七年二月二十七日－嘉慶六年九月十七日），字兼訥，號學晦。江蘇省常州府武進縣（今屬常州市）人，清朝政治人物。

## 生平
乾隆十七年（1752年）壬申科順天鄉試取中舉人。任陝西省鳳翔府汧陽縣知縣。
二十二年（1757年），調任西安府醴泉縣知縣，充己卯科陝西鄉試同考官。
二十七年（1762年），調任西安府臨潼縣知縣，三十一年（1766年）去職。升授商州直隸州知州。誥封奉政大夫。
嘉慶六年（1801年）九月十七日，卒，年八十四歲。

## 家庭及關連
莊暎屬毗陵莊氏第十二世。
- 曾祖父：莊應會（1598年－1657年），崇禎元年傳臚，官至刑部右侍郎。因入贅遷居浙江仁和縣塘棲鎮。
- 曾祖母：山西李氏，莊應會側室。
- 祖父：莊嵋生（1654年－1728年），監生。
- 祖母：周氏，莊嵋生正室，順治九年進士湖廣提學道僉事周起岐之女。
- 父：莊紹平（1687年－1743年），康熙五十九年舉人，官湖北宜城縣知縣。
- 母：鄒氏，誥封宜人，州同鄒鳳之女。
- 暎排行第一，另有一弟、二姊妹：
  - 莊勇成（1723年－1800年），監生，乾隆二十七年南巡考取二等賜緞，精詩、古文辭。娶管氏，贈漕運總督管淑孫女、管廷枚之女、管幹貞從姑；繼娶呂氏，呂鍔之女。
  - 姊妹一，適庠生呂大濩。
  - 姊妹二，適汪西庚。

### 妻妾
- 正室：徐氏，誥封宜人，州同徐純昭之女。
- 側室：楊氏。
- 側室：孫氏。

### 子女
有六子七女。
- 長子：莊關和（1750年－1818年），嫡徐氏出，監生。娶蔣氏，倉場侍郎蔣炳孫女、廣東嘉應州知州蔣龍昌之女。
- 次子：莊文和（1753年－1805年），嫡徐氏出，官至雲南永北廳同知。娶松江夏氏，浙江道員夏秉衡之女；繼娶浙江海寧陳氏，康熙五十二年進士翰林院侍讀陳世侃孫女、陳夢蛟之女。
- 三子：莊泉和（1760年－1816年），嫡徐氏出，監生。娶張氏，浙江慈谿縣知縣張寅之女。
- 四子：莊廷綬（1771年－1800年），庶楊氏出，監生。娶殷氏，殷安遇之女
- 五子：莊慶和（1772年－1811年），庶孫氏出，官山東淄川縣典史。娶汪氏，山東齊河縣典史汪鶴河之女。
- 六子：莊同和（1775年－1829年），庶孫氏出，邑庠生。娶余氏，余思孝之女。

- 長女，嫡徐氏出，適山東濟南府經歷呂蘭枝。
- 次女，嫡徐氏出，適甘肅安西州州判吳錫緒。
- 三女，嫡徐氏出，適王育瑜。
- 四女，庶楊氏出，適乾隆十九年探花太常寺卿浙江錢塘倪承寬之子、金壇縣知縣倪時慶。
- 五女，庶孫氏出，適楊炯。
- 六女，庶楊氏出，適州同、醫家汪和鼎。
- 七女，庶孫氏出，適汪燮。